# Mordella pauper
Mordella pauper is een keversoort uit de familie spartelkevers (Mordellidae). De wetenschappelijke naam van de soort is voor het eerst geldig gepubliceerd in 1875 door Maeklin.